# Krisztián Veréb
Krisztián Veréb (ur. 27 lipca 1977 w Miszkolcu, zm. 24 października 2020) – węgierski kajakarz. Brązowy medalista olimpijski z Sydney.

## Kariera sportowa
Zawody w 2000 były jego jedynymi igrzyskami olimpijskimi. Był trzeci w kajakowych dwójkach na dystansie 1000 metrów, płynął z nim Krisztián Bártfai. Był czterokrotnym medalistą mistrzostw świata – zdobył srebro w kajakowej dwójce na dystansie 1000 metrów w 2001 i brąz w tej samej konkurencji w 1998 oraz 2002. W 2003 był drugi na dystansie 1000 metrów w kajakowej czwórce. Na mistrzostwach Europy sięgnął po trzy srebrne medale w K-2 (1000 metrów w 2000, 500 i 1000 metrów w 2001).
Po zakończeniu kariery mieszkał na Tajwanie i w Indonezji. W 2017 roku przeprowadził się na Dominikanę, gdzie zginął w wypadku motocyklowym w październiku 2020 roku.